# Falck Security
Falck Security var namnet på ett bevakningsföretag som nu har bytt namn till G4S som nu säljs under namnet Avarn Security AB. Falck Security i Sverige hade sina rötter i Partena Security. Numera Avarn Security AB.

## Historik
Danska Falck hade dittills bedrivit en liten bevakningsverksamhet i Skåne och hoppades att köpet av ABAB skulle ge Falck ett starkt fotfäste i Sverige. 1998 försökte företaget bredda verksamheten från personell bevakning till larm. Försäljningen riktades mot den privata marknaden och Hemlarm registrerades som ett varumärke. ABAB och därefter Partena Security hade sedan 1975 bedrivit ett tekniksamarbete med Telelarm men när Telelarm blev uppköpt av Securitas 1997 avbröts samarbetet.
Bevakningsdelen såldes 2004 till den internationella storkoncernen Group 4 Securicor.
Falck-koncernen sysslar i övrigt med bärgning, ambulans, sjukvård och krisutbildning.